# Jaunius Jasinevičius
Jaunius Jasinevičius (* 9. Juli 1996 in Rokiškis) ist ein litauischer Eishockeyspieler, der seit 2022 bei Kaunas City in der lettischen Eishockeyliga unter Vertrag steht.

## Karriere
Jaunius Jasinevičius begann seine Karriere als Eishockeyspieler bei Vilnius PILDYK in der litauischen U16-Liga. Mit 16 Jahren wechselte er nach Schweden, wo er zunächst beim AIK Härnösand und beim Grums IK in verschiedenen Nachwuchsliga spielte. Für Grums kam er aber auch zu Einsätzen in der viertklassigen Division 2. 2015 wechselte er nach Härnösand zurück und spielte dort in der drittklassigen Division 1, in der er in der folgenden Spielzeit für den SK Lejon und den IFK Tumba auf dem Eis stand. 2017 zog es ihn nach Norwegen, wo er beim IK Comet aus Halden in der 1. divisjon, der zweithöchsten Spielklasse des Landes, unter Vertrag stand. 2020 kehrte er nach Litauen zurück und schloss sich den Vilnius Hockey Punks an, mit denen er 2022 litauischer Meister wurde. Anschließend wechselte er zu Kaunas City in die lettischen Eishockeyliga.

### International
Für Litauen nahm Jasinevičius im Juniorenbereich an den U18-Weltmeisterschaften der Division II 2013 und 2014, sowie den U20-Weltmeisterschaften der Division II 2014, 2015 und 2016 teil.
Im Herrenbereich stand er im Aufgebot seines Landes bei den Weltmeisterschaften der Division I 2015, 2016, 2017, 2018, 2022 und 2022. Zudem vertrat er seine Farben bei der Olympiaqualifikation für die Winterspiele 2018 in Pyeongchang, sowie bei den Turnieren um den Baltic Cup 2016 und 2017 und den Baltic Challenge Cup 2022 und 2023.

## Erfolge und Auszeichnungen
- 2014 Aufstieg in die Division I, Gruppe B, bei der U18-Weltmeisterschaft der Division II, Gruppe A
- 2018 Aufstieg in die Division I, Gruppe A, bei der Weltmeisterschaft der Division I, Gruppe B
- 2022 Litauischer Meister mit den Vilnius Hockey Punks